# Diptyque du Christ Sauveur et de la Vierge en prière
Le diptyque du Christ Sauveur et de la Vierge en prière (en espagnol : Cristo Salvador y la Virgen en oración) est un diptyque du peintre flamand Quentin Metsys réalisé en 1529. Les deux tableaux se trouvent au musée du Prado à Madrid,. La taille des panneaux est de 44 × 35 cm .

## Description
Ces deux petits panneaux forment un diptyque, qui peut servir à la fois d'autel portatif et d'autel domestique pour les prières. Presque comme des portraits encadrés, les figures de Marie et de Jésus occupent toute la surface, ne laissant aucune place aux éléments narratifs. Seule la lumière dessine leurs volumes, leurs limites sont parfaitement définies grâce à la justesse du dessin et à l'utilisation impeccable du pinceau. Chaque détail des vêtements, des tons de peau et des cheveux est écrit avec soin et plausibilité. Leur réalisme direct et naïf acquiert une puissance émotionnelle encore plus grande à travers les gestes et les expressions faciales des personnages, ressuscitant dans la mémoire du spectateur l'image de l'abnégation chrétienne.

## Attribution
Il existe une version selon laquelle ces peintures ont été créées par le fils de l'artiste, Jan Masseys. Cependant, la signature sur le panneau du Sauveur et la perfection de la technique de ces œuvres indiquent que leur paternité appartient à Quentin Metsys .

## Historique
Les peintures ont été achetées par le roi Philippe II. Elles ont été déplacées peu avant sa mort au monastère de l'Escurial.

### Source
- (ru) Национальный музей Прадо. Путеводитель по Прадо, Madrid, Museo Nacional del Prado,‎ 2019 (ISBN 978-84-8480-352-2), p. 338-477.